# 阿克山脈
66°37′S 55°13′E / 66.617°S 55.217°E
阿克山脈（挪威語：Aker Peaks）是南極洲的山脈，長14公里，處於尼古拉斯山脈以西6公里和愛德華八世灣西北面50公里，最高點海拔高度1,800米，該山脈在1931年1月14日由挪威觀鯨隊發現。